# Pátyod
Pátyod község Szabolcs-Szatmár-Bereg vármegyében, a Csengeri járásban.

## Fekvése
A vármegye délkeleti részén, a Szatmári-síkságon található, Mátészalkától és Fehérgyarmattól egyaránt 20-20, Csengersimától 10 kilométer távolságra.
A legközelebbi települések: Porcsalma 2,5 kilométerre északnyugati, Csenger pedig 6 kilométerre délkeleti irányban.

### Megközelítése
Legfontosabb közúti megközelítési útvonala a 49-es főút, mely áthalad a központján; a szomszédos Szamosangyalossal a 41 142-es számú mellékút köti össze. Határszélét keleten érinti még a 4924-es út is.
A hazai vasútvonalak közül a települést a Mátészalka–Csenger-vasútvonal érinti; a vasútnak régebben Pátyod nevét viselő megállóhelye is volt, bár nem a község közigazgatási területén helyezkedett el, hanem attól délebbre, Tyukod és Csenger határán; a megálló közúti elérését a 49-es főútból a központtől keletre kiágazó, 49 338-as számú mellékút biztosította.

## Története
Nevét 1325-ben Pathwid alakban irták, ekkor a Pátyody család birtoka volt. 1498-ban Rohody Péter kapta meg. 1501-ben Zoltán János, 1504-ben Zoltán István és Ferenc részbirtoka volt, 1549-ben Báthori András kapott benne részt.
Pátyod a 16. században elpusztult, a későbbi időkben a Mikolay család pusztájaként említették. 1667-ben Mikolay Boldizsár pátyodi jobbágyait elcserélte gróf Csáky Istvánné szinérváraljai jobbágyaival. 1724-ben Bagossy László kapta meg az erősen elnéptelenedett pátyodi pusztát, és római és görögkatolikus tótokkal telepítette be. A 18. század végétől a 19. század közepéig a Bagossy, az Eötvös, a Domahidy, a Geötz, a Majos, a Kovács, a Galgóczy és a Simonyi családok voltak a birtokosai. A 20. század elején nagyobb birtokosa volt még Madarassy Dezső is.

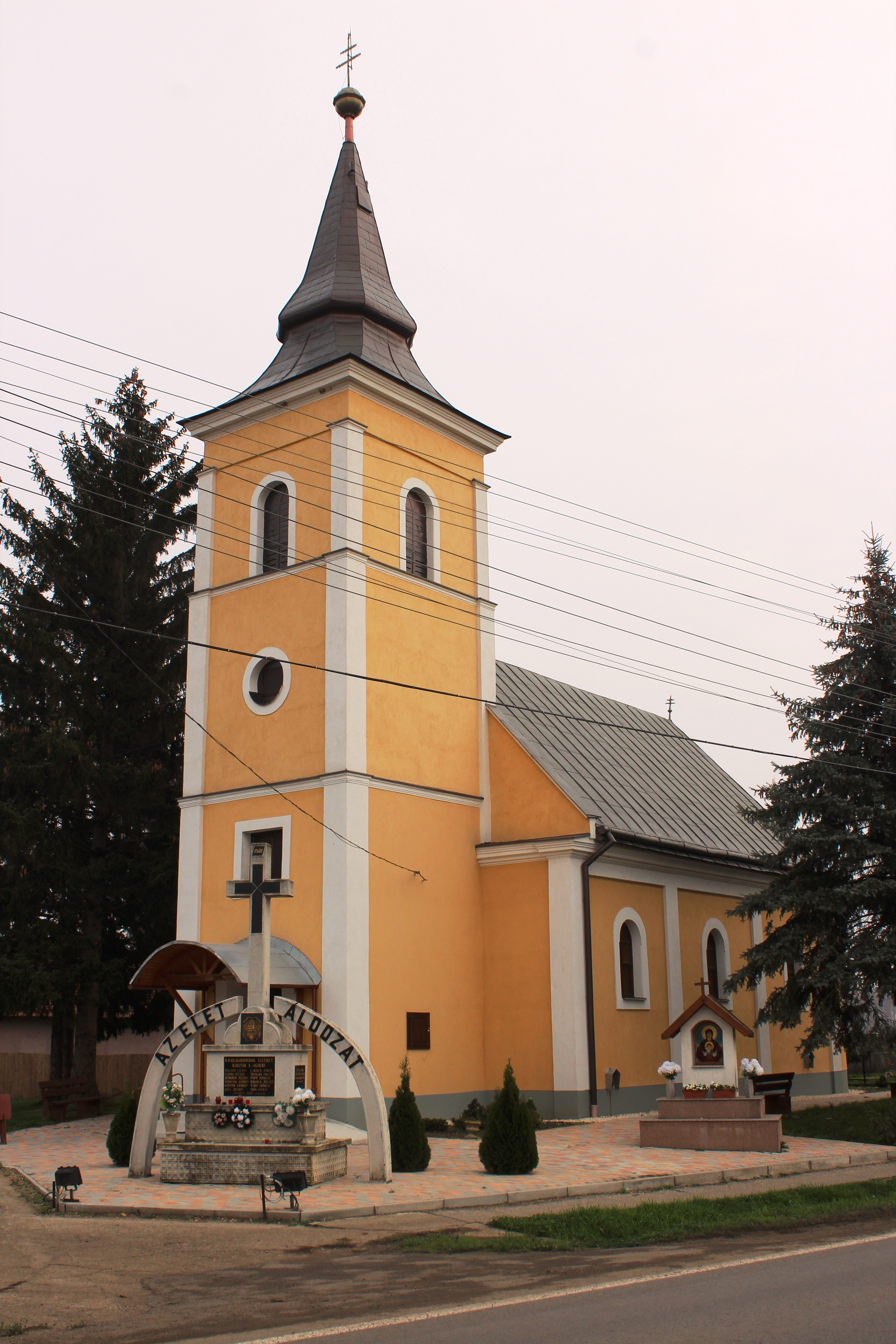
Görögkatolikus temploma

A település határában volt található Puszta Jánosi, a tatárjárás idején elpusztult falu, melynek emlékét dűlőnév őrzi.

## Közélete

### Polgármesterei
- 1990–1994: Pethő András (független)[3]
- 1994–1998: Pethő András (független)[4]
- 1998–2002: Pethő András (független)[5]
- 2002–2006: Pethő András (független)[6]
- 2006–2010: Pethő András (független)[7]
- 2010–2014: Pethő András (Fidesz-KDNP)[8]
- 2014–2019: Pethő András (Fidesz-KDNP)[9]
- 2019–2024: Tóth János (független)[10]
- 2024– : Tóth János (Fidesz-KDNP)[1]

## Népesség
A település népességének változása:
| Lakosok száma | 675  | 668  | 663  | 644  | 587  | 575  | 584  |
|               | 2013 | 2014 | 2015 | 2021 | 2022 | 2023 | 2024 |

2001-ben a város lakosságának közel 100%-a magyar nemzetiségűnek vallotta magát.
A 2011-es népszámlálás során a lakosok 86%-a magyarnak, 0,7% cigánynak, 1,5% németnek, 3,9% románnak, 0,2% ruszinnak mondta magát (13,5% nem nyilatkozott; a kettős identitások miatt a végösszeg nagyobb lehet 100%-nál). A vallási megoszlás a következő volt: római katolikus 21,1%, református 29,1%, görögkatolikus 28,1%, felekezeten kívüli 2,1% (15,8% nem válaszolt).
2022-ben a lakosság 90,6%-a vallotta magát magyarnak, 3,9% románnak, 2,2% cigánynak, 1,7% németnek, 3,7% egyéb, nem hazai nemzetiségűnek (9,2% nem nyilatkozott; a kettős identitások miatt a végösszeg nagyobb lehet 100%-nál). Vallásuk szerint 19,6% volt római katolikus, 37,8% református, 21,3% görög katolikus, 1,5% egyéb keresztény, 0,5% ortodox, 2,7% felekezeten kívüli (16% nem válaszolt).

## Nevezetességei
- Madarassy-kúria, mely 1844-ben épült, műemlék.
- Római katolikus templomát 1833-ban építették Hám János püspök adományából.
- Görögkatolikus temploma 1890-ben épült.

Pátyod futballcsapata, a Pátyodi SE a Szabolcs-Szatmár-Bereg megyei III. osztályban szerepel.

## Ismert emberek
- Itt született 1886. november 23-án Magyar Bálint magyar költő, műfordító.